# Нами, Ахмад
Дамад Ахмад Нами-бей (араб. الداماد احمد نامي بيك‎, 1873—1962) — сирийский государственный деятель, во время французского мандата был фактическим главой Сирии (1926—1928), занимая пост премьер-министра Сирии, и обладая рядом президентских полномочий.

## Биография
Родился в Бейруте в крайне влиятельной смешанной тюркско-черкесской семье, состоявшей в родственных (через брак) отношениях с турецким султаном Абудл-Хамидом II. В основном общался на турецком и плохо владел арабским. Учился в Османской военной академии в Стамбуле, после проходил обучение в Париже. В 1900-м году женился на сестре султана Абудл-Хамида II принцессе Аише, и получил титул «Дамад» (что на турецком означает «зять»). Он не принимал никакого участия в политической жизни, после свержения Абудл-Хамида в 1909 году Нами уехал в изгнание в Париж и оставался там до поражения Османской империи в Первой мировой войне в 1918 году. После этого вернулся в Бейрут и занимался семейными делами, одновременно близко сойдясь с французскими администраторами.
В 1926 году французские власти предложили ему сформировать правительство. Это было довольно сложное время: экономическое положение в стране было тяжёлым, к тому же продолжалось антифранцузское восстание. 26 апреля 1926 года политик сформировал правительство, в которое, в попытке получить широкую общественную поддержку, он включил трёх лидеров националистического движения: Хусни аль-Барази стал министром внутренних дел, Фарис аль-Хури — министром образования, а Лутфи аль-Хаффар — министром предпринимательства. Однако уже в июне все трое вышли из состава правительства в знак протеста против действий французской администрации.
Для улучшения экономического положения страны, он использовал государственные субсидии промышленникам и предпринимателям. Выступал против существования независимого Ливана. Он предложил французам план союзного договора между Сирией и Ливаном в обмен на гарантию всех французских интересов в регионе. Нами также настаивал на амнистии для всех участников национально-освободительного движения 1925—1927 гг. 8 февраля 1928 года был освобождён от занимаемой им должности в связи с подозрением в подготовке установления в Сирии монархического режима с собою во главе.
В 1940 году был одним из возможных кандидатов на президентский офис, однако в связи с резким протестом Национального блока (крупнейшей сирийского националистического движения того времени) президентом он не стал. После этого окончательно отошёл от политической деятельности, и уехал в Ливан, где жил до своей смерти в 1962-м году.

## В масонстве
Он был инициирован в 1906 году в масонской ложе «Ливан» в Кусбе (Северный Ливан), которая находилась под эгидой Великой национальной ложи Египта, а затем перешёл в ложу «Бейрут».
В 1932 году Великий восток Египта основал Провинциальную великую ложу для Сирии и Ливана. Ахмад Нами Бей занял в ней должность провинциального великого мастера.
30 июня 1934 года Ахмад Нами Бей стал почётным членом Великого востока Ливана, а в 1947 году — почетным членом Великого востока Франции.